# Gäddevattnet (Nössemarks socken, Dalsland)
Gäddevattnet är en sjö i Dals-Eds kommun i Dalsland och ingår i Enningdalsälven-Glommas kustområde. Sjön har en area på 0,115 kvadratkilometer och ligger 143,5 meter över havet.

## Delavrinningsområde
Gäddevattnet ingår i det delavrinningsområde (655936-126857) som SMHI kallar för Utloppet av Stora Ulvattnet. Medelhöjden är 165 meter över havet och ytan är 17,99 kvadratkilometer. Räknas de 2 avrinningsområdena uppströms in blir den ackumulerade arean 25,26 kvadratkilometer. Svarelva som avvattnar avrinningsområdet har biflödesordning 2, vilket innebär att vattnet flödar genom totalt 2 vattendrag innan det når havet efter 29 kilometer. Avrinningsområdet består mestadels av skog (82 procent). Avrinningsområdet har 1,58 kvadratkilometer vattenytor vilket ger det en sjöprocent på 8,8 procent.